# Марк Фурий Камил (проконсул на Африка)
Вижте пояснителната страница за други личности с името Марк Фурий Камил.
Марк Фурий Камил II (на латински: Marcus Furius Camillus) e сенатор на ранната Римска империя през първата половина на 1 век. Произлиза от клон Камил на старата патрициианска фамилия Фурии.
По времето на император Тиберий от 17 до 18 г. той е проконсул на римската провинция Африка заедно с Луций Апроний (18 – 21). През 21 г. е сменен от Квинт Юний Блез (21 – 23).